# Elina Brotherus
Elina Brotherus (Helsinki, 29 de abril de 1972) es una fotógrafa y videoartista finlandesa especializada en el autorretrato y en el paisaje.

## Biografía
Elina Brotherus creció y estudió en su ciudad natal, licenciándose en la rama química en la Universidad de Helsinki en 1997. No obstante, posteriormente cambió de registro formativo y también se licenció en fotografía en la Universidad de Arte y Diseño de Helsinki.
.
Actualmente es considerada un importante miembro de The Helsinki School y trabaja a caballo entre Finlandia y Francia.
En el año 2003 su trabajo fue expuesto en el Orange County Museum of Art, dentro de la colección Girls’ Night Out. 
En 2004 obtuvo una beca del Carnegie Art Award y en 2006 ganó el premio Niépce Prize.
Se siente orgullosa de obtener imágenes de naturaleza que no trata con Photoshop.
Su trabajo es principalmente autobiográfico. Por ejemplo, entre 2009 y 2013 documentó un infertilidad y falta de hijos involuntaria por medio de los proyectos "Carpe Fucking Diem" y "Annonciation."

## Exposiciones (selección)
- 2015. “El regreso y la nostalgia”, Galería Cámara Oscura de Madrid[5]

## Premios
- 2000. Premio Fotofinlandia.
- 2001. Prix Mosaïque des Centre National de l’Audiovisuel, Luxemburgo
- 2002. Seleccionada para el premio fotográfico Citibank
- 2003. Beca a jóvenes artistas por el Carnegie Art Award.
- 2005. Premio Nicéphore Niepce